# 李世熺
李世熺（り せいき、イ・セフィ、ハングル: 이세희）または懿寧公主（いねいこうしゅ、ウィリョンゴンジュ）は、李氏朝鮮後期の文人徐有英が1873年に著した説話集『錦鶏筆談』中に登場する架空の人物である。説話中では世祖と貞熹王后尹氏の長女で、金宗瑞の孫と結婚したと記されている。韓国のテレビドラマ作品『王女の男』の主人公イ・セリョンのモデルとされる。

## 人物
『錦鶏筆談』中では、以下のように記されている。
癸酉靖難の後、世熺は父世祖が出した端宗を江原道へ配流する命令を公然と批判。母貞熹王后は世熺に罰が及ばないように彼女を密かに逃がす。忠清道に到着した世熺と乳母が休んでいたところ、ひとりの青年（金宗瑞の孫）が通りかかり、ふたりは青年の家に投宿する。世熺と青年は互いに惹かれあい、結婚するが、青年はその時初めて新妻が世祖の娘だと知る。世熺の消息を知った世祖は漢城へ戻るよう命じるが、彼女は拒否し、青年と共に暮らす道を選ぶ。
何年か後、晩年を迎えた世祖は自分に似た少年を見かける。その母親は世熺であった。再会を果たした父と娘は和解し、その後も世熺は家族と共に幸福に暮らした。

## 背景
世宗時代に書かれた『朝鮮王朝実録』の一節では、首陽大君/世祖には一男二女があったとある。にもかかわらず、世熺の名前が確認できるのは『錦鶏筆談』だけであり朝鮮王朝実録をはじめとする歴史的文献中では確認する事ができない。
また王が王朝実録の内容を読む事すらタブーとされていた時代に、たとえ王の命令であっても記録から公主（王と王后の間の娘）に関する記録を削除できる可能性は低いので、「実在したが記録から抹消された」という説の信憑性は低いという指摘がある。
一方癸酉靖難後、金宗瑞の子女は全員父親と共に殺害されるか、地方へ奴婢として送られたため、彼らの息子が公主と知り合い結婚する可能性は低い。その結果、この説話は金宗瑞への再評価が起こり始めた時期、金宗瑞を表舞台から排除した世祖に批判的な人々によって創作されたものではないかと推定されている。

## 関連作品
2011年、韓国KBSが、世熺と金宗瑞の孫の説話を下敷きに、テレビドラマ『王女の男』を製作・放送した。製作にあたり、説話の設定は大幅に改められ、フィクションが盛り込まれた。ヒロインとして世熺をもとにイ・セリョンというオリジナルの登場人物が作られ、またヒーローにあたる金宗瑞の孫は、三男の金承琉（김승유）に置き換えられたが、史実上の金承琉は癸酉靖難の発生時点で既に妻子がいた。

## 文献
1. 1 2 3  
河村啓介 (編)『韓国時代劇セレクションスペシャル』学研パブリッシング、2012年、21頁。ISBN 978-4-05-606633-3。
2. 1 2 3  
河野逸人 (編)『韓国ドラマ・ガイド 王女の男』NHK出版、2012年、82頁。ISBN 978-4-14-407186-7。
3. ↑  「首陽娶中樞院使尹璠之女, 生一男二女。」朝鮮王朝実録 世宗 112卷, 28年(1446 丙寅 / 正統 11年) 6月 6日(壬寅)。この記述がなされた4年後、次男李晄（睿宗）が誕生した。
4. ↑  「誕二男一女, 長則懿敬世子, 次我殿下, 女懿淑公主。」朝鮮王朝実録 世祖 47卷, 14年(1468 戊子 / 成化 4年) 11月 28日(甲申)
5. 1 2  김형우 공남 ‘세령’ 세희공주 설화 어떻게 왜 생겼나 （朝鮮語） NATE 2011.8.30付記事
6. ↑  「世祖促之, 於乙云以鐵椎擊宗瑞, 仆地。 承珪驚, 伏其上, 汀乃拔劍擊之。」朝鮮王朝実録 端宗 8卷, 1年(1453 癸酉 / 景泰 4年) 10月 10日(癸巳)
7. 1 2 3  김종성 세조의 딸 사랑한 숙부?...헉! （朝鮮語） ohmynews 2011.9.1付記事
8. ↑  「金宗瑞子承璧　忠淸道　淸州、公州、全義等處, 妾子石臺　忠州, 尹處恭子涇　全羅道　南原。」朝鮮王朝実録 端宗 8卷, 1年(1453 癸酉 / 景泰 4年) 10月 12日(乙未)
9. ↑  성현미 ‘공주의 남자’ 애절한 로맨스 어디까지 진실일까? （朝鮮語） KBS公式サイト 2011.9.25付
10. ↑  姫の男 innolife.net 2012.8.14 21:11 (UTC) 閲覧